# Aiguille du Midi
Aiguille du Midi er en bjergtinde i Mont Blanc-massivet i De franske Alper med en højde på 3.842 m.o.h. Bjergtindens navn Aiguille du Midi kan oversættes til "Middags-nålen". Navnet har den fået fordi solen er direkte over tinden ved middagstid, når man betragter den fra Chamonix i Arve-dalen.
Til toppen af bjerget går en svævebane, Téléphérique de l'Aiguille du Midi, som blev bygget i 1955, og som i 20 år var den svævebane i verden, der nåede højest op. Svævebanen er stadig indehaver af rekorden som den højeste vertikale stigning for en svævebane, fra 1.038 m.o.h. til 3.777 m.o.h. En tur fra Chamonix til toppen af Aiguille du Midi, en stigning på 2.739 højdemeter, tager ca. 20 minutter.
Fra Aiguille du Midi går en anden svævebane tværs over isbræen Glacier de Geant til Point Helbronner (3.466 m.o.h.) på den italienske side af Mont Blanc-massivet. Fra Point Helbronner går der en svævebane til Entrevés, en by nær Courmayeur i Aostadalen i Italien.

## Galleri
- Aiguille du Midi set fra Chamonix
- Svævebanen fra Chamonix til Aiguille du Midi (foto fra 2008)
- De lavere liggende arealer set fra toppen
- View ned mod Chamonix fra Aiguille du Midi
- Udsigt fra Aiguille du Midi